# Миховил Павлек Мишкина
Миховил Павлек - Мишкина (Ђелековец код Копривнице, 24. септембар 1887 — логор Јасеновац, 30. јун 1942) био је хрватски књижевник и политичар.

## Биографија
У родном селу завршио је 5 разреда основне школе, али својом бистрином израстао у представника народне интелигенције свога времена и борца за социјалну правду. Током Првог светског рата Мишкина је служио у XVI инфантеријској регименти у Бјеловару јер ради слабог вида није био послан на фронт.
Мишкина се активније укључио у политику 1925. године, када се кандидовао на изборима Хрватске сељачке републиканске странке као заменик Павлу Домбају из Дрња који се кандидовао у котару Лудбрег. Једно време био је и начелник општине Ђелековец. Почео је да се озбиљније бави политиком 1935. године, а кандидовао се на изборима 5. маја 1935. и 11. децембра 1938. године. Ни на изборима из 1935. ни 1938. није био изабран у скупштину јер је изборни закон био такав да је послаником био проглашен провладин кандидат, иако није добио много гласова.
Као један од водећих представника леве групације у ХСС-у, био је противник политике Влатка Мачека. Од 1941. био је сарадник Народноослободилачког покрета. Усташе су га неколико пута наговарале да им се придружи, али их је увек одбио. Кретање му је било ограничено само на општину Ђелековец. Био је ухапшен 9. маја 1942. и већ сутрадан затворен у логор Јасеновац. Убијен је 30. јуна исте године у логору.

## Књижевни рад
Зачетник књижевне мисли и предводник групе сељака-писаца у Хрватској. Писао је песме, цртице, приповетке, чланке, брошуре. Објављивао у разним дневницима, недељницима, часописима, календарима: Божићница (календар), Дом, Еволуција, Хрватска ревија, Хрватско село, Напредак, Напреткова божићна/ускрсна књига, Народно коло, Разговор, Република, Савременик, Сељачка просвјета, Сељачка слога, Слободни дом, Вараждинске новости...
У својим прозама са сеоском тематиком изражава протест против друштвене неправде. Његове песме претежно су реторичне и пригодне, без снажног реализма, али са социјалним мислима. Шиме Вучетић истиче да су Павлекове кајкавске песме (први пут као циклус заједно објављене у 115. књизи едиције „Пет стољећа хрватске књижевности“) најбољи део његовог писања. Свој живот у младости и почетак књижевног стварања описао укратко у Зборнику хрватских сељака (1937).
Први Павлеков књижевни састав био је Некролог Антуну Радићу. Потписао га је псеудонимом Мишкина бојећи се да му се неко не наруга због писања. „Под тим је именом постао омиљен и познат у Хрватској и изван ње.“ (Фрањо Гажи). Књижевник Звонимир Кулунџић написао је о њему књигу „Мишкина, пресјек кроз стварност хрватског села од Куена Хедерварија до поглавника“ .

## Дела
- За својом звијездом (1926)
- Тракавица (1935)
- Два наша највећа покојника (1936)
- Сељаштво се заштићује само, и то у сељачкој слози духовно, у Господарској слози материјално (1936)
- Почетак хрватског сељачког покрета (1936)
- Крик села, 1937
- Народ и интелигенција (1937)
- Зашто хрватски сељак није комунист (1938)
- Гопцу (летак, 1938)
- Стара и нова господа (1939)
- Сабрана књижевна дјела; Књига I, Проза I (Умјесто предговора; Антимилитаристички мотиви; Езоповски мотиви; Цртице и записи; Биљешке) (1968)
- Сабрана књижевна дјела; Књига II, Проза II (Социјални мотиви; Биљешке) (1968)
- Сабрана књижевна дјела; Књига III, Поезија; Додатак: разни прилози (Дах села; За домовину и правицу; Сам са собом; Мртвој другарици; Мали радосни одјеци; Фрагменти игроказа; Аутобиографски записи; Писма и интервјуи) (1968)
- Поезија (1968)

Мала енциклопедија Просвета помиње и дела Песме о Матији Гупцу; Брату раднику; И ми смо људи; Инвалиду.

### Приповетке и песме
Збирка Тракавица објављена је и 1946. године у издању загребачке Сељачке слоге с предговором Фрање Гажија и ауторовим портретом Мирка Вириуса. Збирка садржи ове приповетке (азбучним редом): Без наслова, Годишњи сајам, Грање, Гуске, Двије смрти, Ждријебе, Земља, Кад нетко треба радника, Како сам почео писати, Крт, Напријед, Наша стара кобила, Поткова, Тракавица, У јесен.
У 115. књизи едиције Пет стољећа хрватске књижевности објављен је избор приповедака из збирке За својом звијездом: А дјеца?, Два Божића на фронти, Хусар, На стражи, У бризи за будућност, У самици, Записи ишчезнулога, За својом звијездом.
Наслови неких његових пјесама: Цузеку, Гобцу, Орјем, Прамалетје, Пролетје, Сање, Сонце, Рожици, Вехнеју..., Ви.